# Diplasiolejeunea pellucida
Diplasiolejeunea pellucida là một loài Rêu trong họ Lejeuneaceae. Loài này được (C.F.W. Meissn. ex Spreng.) Schiffner mô tả khoa học đầu tiên năm 1893.